# Carlo Zocchi

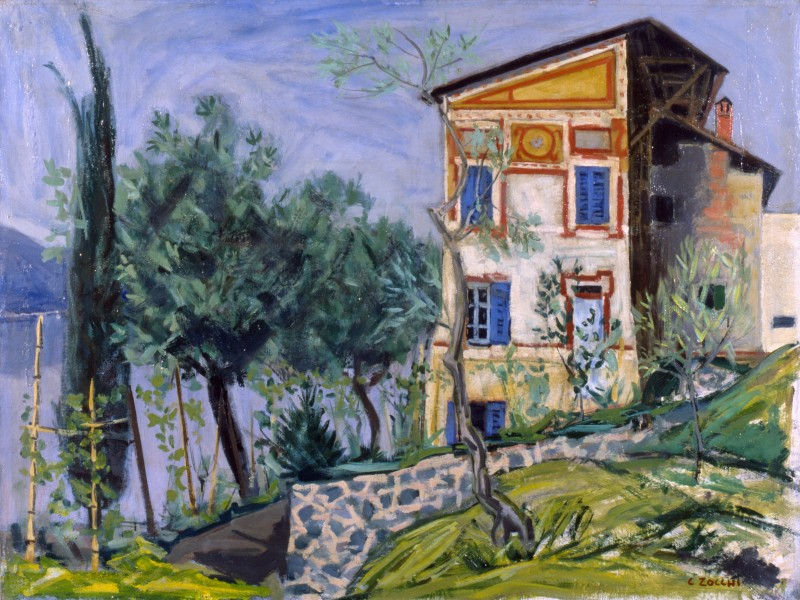
Il Bellotto a Lierna, 1954 ca.
Gallerie d'Italia - Milano

Carlo Zocchi (Milano, 1894 – Milano, 1965) è stato un pittore italiano.

## Biografia
Zocchi, autodidatta, inizia ad appassionarsi all'arte italiana del Trecento e Quattrocento, per poi passare alla pittura novecentista a seguito del 1920. Iniziò ad esporre le sue opere fin dal 1923. Partecipò per cinque volte alla Biennale di Venezia (1928, 1930, 1932, 1934 e 1950), alle Quadriennali di Roma degli anni 1930 e 1940 e ad esposizioni del Museo della Permanente di Milano.
Dopo il 1940 Zocchi trova nuova inspirazione a Lierna sul Lago di Como, a cui dedica varie opere e iniziò ad dipingere con toni cromaticamente più vivaci, subendo l'influenza dei pittori del Chiarismo milanese, mantenendo però la concezione di Mario Sironi, cupa, popolata da poche figure, malinconica. Nel dopoguerra ritrasse figure di vita contadini e ritrova la serenità nei paesaggi nel ricordo del naturalismo.

## Stile
"A partire dagli anni Quaranta la pittura di Zocchi sembra procedere in due direzioni parallele: quella "realista", che porta l'artista a concentrarsi soprattutto sui temi legati al mondo del lavoro e alla quotidianità, e quella che potremmo definire "favolistica", vicina a certe soluzioni di pittori come Cesare Breveglieri o Gianfilippo Usellini" con richiami al Realismo Magico in cui "Il paesaggio si sgancia così dall'ambiente reale che lo ha originato per divenire un luogo fantastico, lo scenario di un sogno o il fondale di uno spettacolo teatrale".

## Opere
- Il Bellotto a Lierna, 1954, Olio su tela, cm 61 x 81, Collezioni d'arte della Fondazione Cariplo[2]
- Lago di Como a Lierna, 1955
- Uliveti a Lierna, Olio su tela, 1960
- Mia madre, olio su tela, Pinacoteca di Brera
- Paesaggio con figure a Lierna, olio su tavola, 1962, Collezioni d'arte della Fondazione Cariplo

## Mostre
- Biennale di Venezia (1928, 1930, 1932, 1934 e 1950)
- Quadriennale di Roma (1931, 1939)
- Museo della Permanente, Milano
- Esposizione d'arte di Barcellona, Spagna, 1930
- Mostra d'Arte Sacra di Padova, 1931

Dal 1927 partecipò a quasi tutte le sindacali milanesi e in una di queste. Espose a tutte le Quadriennali romane e alle Biennali di Venezia del 1928, del 1930 e del 1934, mentre nell'edizione del 1932 gli fu assegnata un'intera parete.  
Nel 1923 prese parte alla Mostra Nazionale d'Arte Sacra e alla Mostra degli Artisti Combattenti, nel 1924 e 1925 alla Mostra degli Artisti Milanesi alla Permanente e alla Biennale di Brera. Espose a Barcellona nel 1930 e all'Esposizione Internazionale, alla Mostra Internazionale d'Arte Sacra a Padova nello stesso anno; partecipò alle collettive Parigi-Londra-Berlino (1950-1954); nel 1959 e nel 1960 è ancora al Museo della Permanente.  
Espose in molte mostre personali, tra le quali spiccano:  
- 1937 Galleria Gian Ferrari, Milano;
- 1938 Galleria Billet, Parigi;
- 1939 Galerie Santee Landweer, Amsterdam; * 1940 Galleria Il Milione, Milano;
- 1954 Galleria della Colonna, Milano; * 1960 Galleria d'Arte Moderna Lux, Milano.

## Musei
Carlo Zocchi è esposto permanentemente in numerosi musei, tra cui:
- Pinacoteca di Brera, Milano
- Fondazione Cariplo (Inv. p. 237), Milano
- Gallerie d'Italia - Milano, Milano
- Raccolte d'arte dell'Ospedale Maggiore, Milano
- Società per le Belle Arti ed Esposizione Permanente, Milano

## Premi
Tra i premi e le acquisizioni: 
- Un acquisto del Comune di Milano per la Galleria d'Arte Moderna di Milano, 1927
- Premio Cassani alla Biennale di Brera per l'opera di maggior sentimento, 1929
- Un acquisto alla Quadriennale di Roma per Sua Maestà il Re d’Italia, 1935
- Premio Sallustio Fornara, 1948
- Un premio alla Permanente di Milano, 1959